# Nevermore (album)
Pour les articles homonymes, voir Nevermore (homonymie).
Albums de Nevermore
The Politics of Ecstasy
(1996)
Nevermore est un album du groupe de heavy metal Nevermore sorti en 1994.

## Liste des titres
1. What Tomorrow Knows – 5:11
2. C.B.F. – 6:02
3. The Sanity Assassin – 6:21
4. Garden of Gray – 4:48
5. Sea of Possibilities – 4:18
6. The Hurting Words – 6:17
7. Timothy Leary – 5:12
8. Godmoney – 4:43

Plages bonus de l'édition remasterisée de 2006. Les 4 derniers titres sont issus de la démo de 1992.
1. The Systems Failing - 3:34
2. The Dreaming Mind - 3:56
3. World Unborn - 3:58
4. Chances Three - 2:48
5. Utopia - 4:42